# Lo Tafchidunu (schip, 1946)
De Lo Tafchidunu (Hebreeuws: לא תפחידונו; 'Niet Bang'), voorheen de Maria Cristina, was een in 1946 gebouwde schoener met twee masten. 

## Geschiedenis

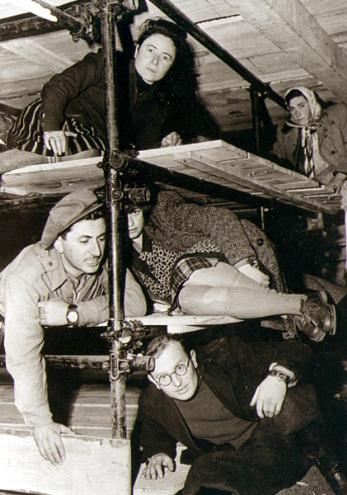
Geïmproviseerde stapelbedden aan boord van het schip

Het schip werd in 1947 door de Mossad Le'Aliyah Bet in de Italiaanse havenstad La Spezia voorbereid voor de Aliyah Bet, de illegale immigratie van Joden naar het Mandaatgebied Palestina. Op 11 december werden 853 emigranten aan boord gebracht middels rubberboten. Het geheel werd gefilmd door Meyer Levin en drie collega-journalisten voor een documentaire van de reis. Als verlichting gebruikten ze schijnwerpers en toortsen, wat de aandacht van de lokale bevolking trok. Hen werd uitgelegd dat men werkte aan een film over de Tweede Wereldoorlog. Een aantal inwoners hielpen daarop mee met het inschepen van de emigranten. De documentaire werd in 1948 uitgebracht onder de titel The Voyage of the Unafraid en in 1961 als The Real Exodus.
Op 22 december werd het schip door een Brits vliegtuig ontdekt. Vier Britse torpedobootjagers voeren naar de Lo Tafchidunu en onderschepten het schip. Deze werd vervolgens naar Haifa gesleept, waarop de emigranten naar de interneringskampen in Brits Cyprus werden gedeporteerd.
Ook na de Israëlische onafhankelijkheidsverklaring diende het schip als de Yardena voor het vervoer van immigranten naar Palestina.